# 亚尔马·卡尔松
亚尔马·卡尔松（瑞典語：Hjalmar Karlsson，1906年3月1日—1992年4月2日），瑞典男子帆船运动员。他曾代表瑞典参加1956年夏季奥林匹克运动会帆船比赛，获得5.5米级金牌。